# 拉维茨
拉维茨（德語：Lawitz）是德国勃兰登堡州的市镇，隶属于奥得-施普雷县，总面积为6平方千米，截至2020年总人口为565人。